# ایر اودیشا
ایر اودیشا (به انگلیسی: Air Odisha) یک شرکت هواپیمایی است. دفتر مرکزی ایر اودیشا در بوبانسور، اوریسا، هند واقع شده‌است و قطب این شرکت هواپیمایی در فرودگاه بیجو پاتنایک بوبانسور قرار دارد.